# Pachu
Pachu (巴球) é um Katas do caratê do caratê cujas origens, posto que incertas, apontam para algum estilo meridional de chuan fa. No caratê, foi introduzido por intermédio do estilo Ryuei-ryu por um membro da família Nakaima, haja vista que se tratava de um estilo basicamente familiar e com pouca influência local de Oquinaua. O kata está intimamente correlacionado a outros do mesmo estilo, Heiku e Paiku, pelo que formariam um conjunto ou uma série de kata.

## Características
O kata Pachu possui técnicas de controlo da energia e do adversário (uke waza).